# 알사일리야 SC
알사일리야 스포츠 클럽(아랍어: نادي السيلية الرياضي, 영어: Al-Sailiya Sports Club)은 1995년에 창단된 카타르 도하의 축구 클럽 팀이다.

## 성적
- 카타르 스타스 리그: 우승 3회 (2002–03, 2004–05, 2006–07, 2011–12)

## 선수 명단

### 현역
참고: FIFA 자격 규정에 따라 소속된 국가대표팀 국기를 표시합니다. 선수는 복수의 FIFA 비회원국 국적을 가지고 있을 수 있습니다.
| 번호 | 포지션 | 국적     | 이름          |
| ---- | ------ | -------- | ------------- |
| 13   | MF     | 포르투갈 | 디오고 아마로 |
| 23   | DF     | 모로코   | 야니스 메라   |

| 번호 | 포지션 | 국적 | 이름 |
| ---- | ------ | ---- | ---- |

## 역대 감독
| 감독             | 임기        |
| ---------------- | ----------- |
| 울리 슈틸리케    | 2010 ~ 2012 |
| 미르가니 알 자인 | 2023 ~      |